# Барбара Мори
Барбара Мори Очоа (шп. Bárbara Mori Ochoa) је мексичка глумица и манекенка, рођена 1978. у Монтевидеу у Уругвају. Пореклом је Јапанка, јер јој је деда по оцу Јапанац, а мајка јој је Уругвајка баскијског порекла. На јапанском језику, „мори“ значи „шума“. Своју каријеру започела је као манекенка да би неколико година касније прешла у ТВ Астеку као глумица у латиноамеричким серијама. Најпознатија улога била јој је Руби, у истоименој серији са којом је освојила награду за најбољу женску улогу магазина TV y Novelas за 2004/2005. годину.

## Филмови
- Viento en Contra (2011) као Луиса Браниф
- 1 a Minute (2010)/(2011) као Стар
- Kites (2009) као Наташа и Линда
- Spanish Beauty (2010)
- Violanchelo (2008) као Консуело
- Cosas insignificantes (2008) као Паола
- Por siempre (2005)
- Robots (2005) као Кепи
- La mujer de mi hermano (2005) као Зоа
- Pretendiendo (2005) као Елена и Аманда
- Inspiración (2000)

## Теленовеле
- (2014) као Луна и Соледад
- Rubí (2004) као Руби Перес и Фернанда Мартинес
- (2003) као Фернанда
- (2003) као Моника Сан Милан
- (2002) као Нели
- (2001) као Каролина
- (1999)
- (1998) као Асул
- (1998) као Моника Сан Милан
- (1997)